# David Sullivan
David Wade Sullivan, född 29 april 1977 i Tyler i Texas, är en amerikansk skådespelare.

## Karriär
Sullivan spelade under år 2004 huvudrollen som karaktären Abe, i den Sundancevinnande independentfilmen Primer. Han blev även under samma år nominerad till att vinna pris för bästa debutprestation, detta på filmprisgalan Independent Spirit Awards (för sin insats i Primer). Han flyttade strax efter sin filmdebut i Primer till Los Angeles, för att kunna göra karriär inom skådespelarbranschen. År 2012 spelade han dessutom rollen som karaktären Jon Titterton, i den Ben Affleck-regisserade thrillerfilmen Argo.
Sullivan har medverkat i ett flertal program på TV, såsom Joey, Justified, Big Love, Boston Legal och CSI: Crime Scene Investigation. Han har också spelat rollen som Dennis i Netflixserien Flaked (premiär år 2016), där han bland annat har spelat mot skådespelaren Will Arnett.

## Filmografi (i urval)

### Filmer
- 2004 – Primer
- 2006 – The Astronaut Farmer
- 2009 – The Lodger
- 2012 – Argo
- 2012 – Beauty and the Least
- 2016 – The Veil
- 2016 – In Dubious Battle
- 2017 – Deidra & Laney Rob a Train
- 2017 – Girlfriend's Day
- 2017 – M.F.A

### TV-serier
- 2005 – Joey (TV-serie)
- 2006 – Big Love (TV-serie)
- 2008 – Boston Legal (TV-serie)
- 2009 – Criminal Minds (TV-serie)
- 2009 – CSI: Crime Scene Investigation (TV-serie)
- 2009 – CSI: New York (TV-serie)
- 2010 – NCIS (TV-serie)
- 2011 – Justified (TV-serie)
- 2013 – The Fosters (TV-serie)
- 2013 – The Glades (TV-serie)
- 2014 – NCIS: Los Angeles (TV-serie)
- 2015 – New Girl (TV-serie)
- 2015 – Wicked City (TV-serie)
- 2016–2017 – Flaked (TV-serie)
- 2018 – Sharp Objects (TV-serie)
- 2020 – The Wilds (TV-serie)
- 2022 – Snowfall (TV-serie)